# جونينيو (لاعب كرة قدم مواليد 1985)
جونينيو (بالبرتغالية: Gilson Luís Pinheiro Júnior‏) هو لاعب كرة قدم برازيلي في مركز الوسط، ولد في 21 أبريل 1985 في كوريتيبا في البرازيل. لعب مع نادي بيروجيا ونادي فينترتور ونادي كورينثيانز ونادي كياسو.